# Ran (film)
Ran (Japans: 乱) is een Japanse film uit 1985 van regisseur Akira Kurosawa. De titel van de film is Japans voor "chaos" of "revolte". In 1985 was het de duurste Japanse film die men ooit had gemaakt.
Het verhaal van de film is gebaseerd op de tragedie King Lear van William Shakespeare en op het leven van daimyo Mōri Motonari. De film won verschillende prijzen, waaronder een Academy Award en twee BAFTA's.

## Verhaal
Hidetora is de patriarch van de machtige Ichimonji-clan. Hij besluit om zijn rijk over te laten aan zijn drie zonen: Taro, Jiro en Saburo. Taro is de oudste van de drie zonen en krijgt de leiding van de clan en het eerste kasteel. Jiro en Saburo krijgen respectievelijk het tweede en derde kasteel en moeten Taro steunen. Hoewel de drie zonen in eerste instantie met de nieuwe gang van zaken akkoord gaan, heeft Saburo zijn twijfels bij de situatie. Hij vreest dat de broers ruzie zullen maken en dat er gauw weer oorlog zal zijn.
Hidetora, een gewezen krijgsheer, verbant zijn zoon Saburo. Maar het duurt niet lang alvorens de voorspellingen van Saburo uitkomen. De echtgenote van Taro, vrouwe Kaede, speelt Taro en Hidetora tegen elkaar uit en hoopt zo het rijk van Hidetora te veroveren. Want ooit was het rijk van Hidetora in handen van de vader van vrouwe Kaede. Hidetora had het op een bloedige manier veroverd en daarna Kaede gedwongen met Taro te trouwen.
Hidetora zoekt in de strijd met Taro de hulp van Jiro op. Maar Jiro wil zijn vader niet helpen, sterker nog, hij wil zijn vader gebruiken. Ten slotte vlucht Hidetora naar het derde kasteel, dat verlaten werd door Saburo. Hidetora loopt er in een hinderlaag van de twee machtswellustelingen Taro en Jiro. Na een gewelddadige confrontatie wordt Hidetora verplicht om seppuku te plegen. Maar omdat zijn zwaard gebroken is, kan de oude krijgsheer geen zelfmoord plegen. Hidetora vlucht opnieuw en raakt uit de greep van zijn twee zonen. Ondertussen laat Jiro zijn broer Taro vermoorden.
Saburo komt zijn vader helpen en gaat de strijd aan met Jiro. De twee overgebleven broers gunnen elkaar niets. Terwijl Saburo naar Hidetora op zoek gaat, raakt Jiro dodelijk gewond tijdens de grote veldslag met Saburo's mannen. Saburo slaagt erin om Hidetora te vinden maar wordt vermoord door een huurmoordenaar in dienst van Jiro. Door de grote tragedie die heeft plaatsgevonden sterft uiteindelijk ook Hidetora. En door het verdwijnen van Hidetora en zijn zonen is er ook geen sprake meer van de machtige Ichimonji-clan.

## Cast
| Acteur          | Personage                |
| --------------- | ------------------------ |
| Tatsuya Nakadai | Hidetora Ichimonji       |
| Akira Terao     | Taro Takatora Ichimonji  |
| Jinpachi Nezu   | Jiro Masatora Ichimonji  |
| Daisuke Ryu     | Saburo Naotora Ichimonji |
| Mieko Harada    | Dame Kaede               |

## Trivia
- Zo'n honderd kostuums werden met de hand gemaakt, wat twee jaar in beslag nam.
- Tijdens de opnames stierf de echtgenote van regisseur Akira Kurosawa. Er werd slechts één dag gerouwd alvorens de opnames werden voortgezet.
- Er waren zo'n 1400 figuranten en 200 paarden aanwezig in de film.